# Angelika Timm
Angelika Timm (* 24. September 1949 in Hildburghausen, geb. Heyn) ist eine deutsche Nahostwissenschaftlerin und Hochschullehrerin. Von 2009 bis 2015 leitete sie das Auslandsbüro der Rosa-Luxemburg-Stiftung in Israel.

## Leben
Von 1968 bis 1973 studierte Timm Hebraistik und Arabistik an der Humboldt-Universität in Berlin und wurde 1976 mit einer Arbeit zu Nationalismus und Sozialreformismus in den jüdischen Arbeiterorganisationen Europas und Palästinas bis 1930. promoviert.
Von 1977 bis 1983 war sie für die DDR in Bagdad und Kairo im diplomatischen Dienst. 1987 schloss sie ihre Dissertation B (entspricht einer Habilitation) über Programmatik und politische Praxis der rechten israelischen Sozialdemokratie in Regierungsverantwortung und Opposition (1967-1984) ab. Von 1988 bis 1998 war sie Hochschuldozentin und Leiterin des Seminars für Israelwissenschaften an der Humboldt-Universität.
1994/1995 war Timm Stipendiatin der Volkswagen-Stiftung am American Institute for Contemporary German Studies und Post-Doktorandin am United States Holocaust Research Institute in Washington, D.C. Von 1994 bis 1996 leitete sie an der Humboldt-Universität ein Projekt der Deutschen Forschungsgemeinschaft zur Haltung der DDR zu Schoah, Zionismus und Staat Israel.
Nach Gastprofessuren an der Hebräischen Universität Jerusalem (1992), der Universität Innsbruck (1994), der Bar-Ilan-Universität (1998) und der Universität Haifa (1999) wechselte sie 1999 als wissenschaftliche Mitarbeiterin für die Politik des Vorderen Orients an die Freie Universität Berlin. 2002 wurde sie zum Mitglied der Gelehrtengesellschaft Leibniz-Sozietät der Wissenschaften zu Berlin gewählt.
1995 warfen ihr Michael Wolffsohn und Henryk M. Broder vor, in der DDR die dort gängigen israelfeindlichen bzw. antizionistischen Positionen vertreten zu haben, sich dann jedoch bald nach der Wende als differenzierte Vermittlerin inszeniert zu haben, die „ostdeutschen Wissenschaftlern“ empfahl, das von ihnen jahrzehntelang „verzerrte und einseitige Bild des Zionismus und Israels zu korrigieren“.
Nach einer erneuten Gastprofessur an der Bar-Ilan-Universität war sie von 2009 bis 2015 Leiterin der von ihr gegründeten Außenstelle der Rosa-Luxemburg-Stiftung in Tel Aviv.

## Veröffentlichungen
- Nationalismus und Sozialreformismus in den jüdischen Arbeiterorganisationen Europas und Palästinas bis 1930. Berlin 1976 (zugl. Diss. phil.)
- Programmatik und politische Praxis der rechten israelischen Sozialdemokratie in Regierungsverantwortung und Opposition (1967–1984). Berlin 1987 (als Habilitation anerkannte Promotionsarbeit)
- Zwanzig Jahre israelische Okkupationspolitik in Westbank und Gaza. (zusammen mit Klaus Timm),  Berlin 1988
- Das schmerzhafte Dreieck: Deutsche – Israelis – Palästinenser. (Israel und Palästina – Zeitschrift für Dialog,  Sonderheft 27), Frankfurt 1991
- Israel. Die Geschichte des Staates seit seiner Gründung (zusammen mit Johannes Glasneck), Bonn 1992
- Alles umsonst? Verhandlungen zwischen der Claims Conference und der DDR über „Wiedergutmachung“ und Entschädigung. Berlin 1996
- Hammer, Zirkel, Davidstern. Das gestörte Verhältnis der DDR zu Zionismus und Staat Israel. Bonn 1997
- Jewish Claims against East Germany. Moral Obliagtions and Pragmatic Policy. Budapest 1997
- Israel. Geschichte des Staates seit seiner Gründung. Bonn 1998
- Israel: Gesellschaft im Wandel. Opladen 2003
- Ideology and "Realpolitik". East German attitudes towards Zionism and Israel, in Jeffrey Herf Hg., Anti-Semitism and Anti-Zionism in Historical Perspective: Convergence and Divergence. Routledge Chapman Hall, NY 2006 ISBN 0-415-40069-4 (online les- und durchsuchbar; in Englisch), S. 186–205
- Als Herausgeberin: 100 Dokumente aus 100 Jahren. Teilungspläne, Regelungsoptionen und Friedensinitiativen im israelisch-palästinensischen Konflikt (1917 - 2017). Berlin 2017.

(Ferner Aufsätze und Beiträge, insbesondere zum Nahen Osten, z. B. für die Bundeszentrale für politische Bildung oder die Neue Zürcher Zeitung.)